# Francis Ford Coppola

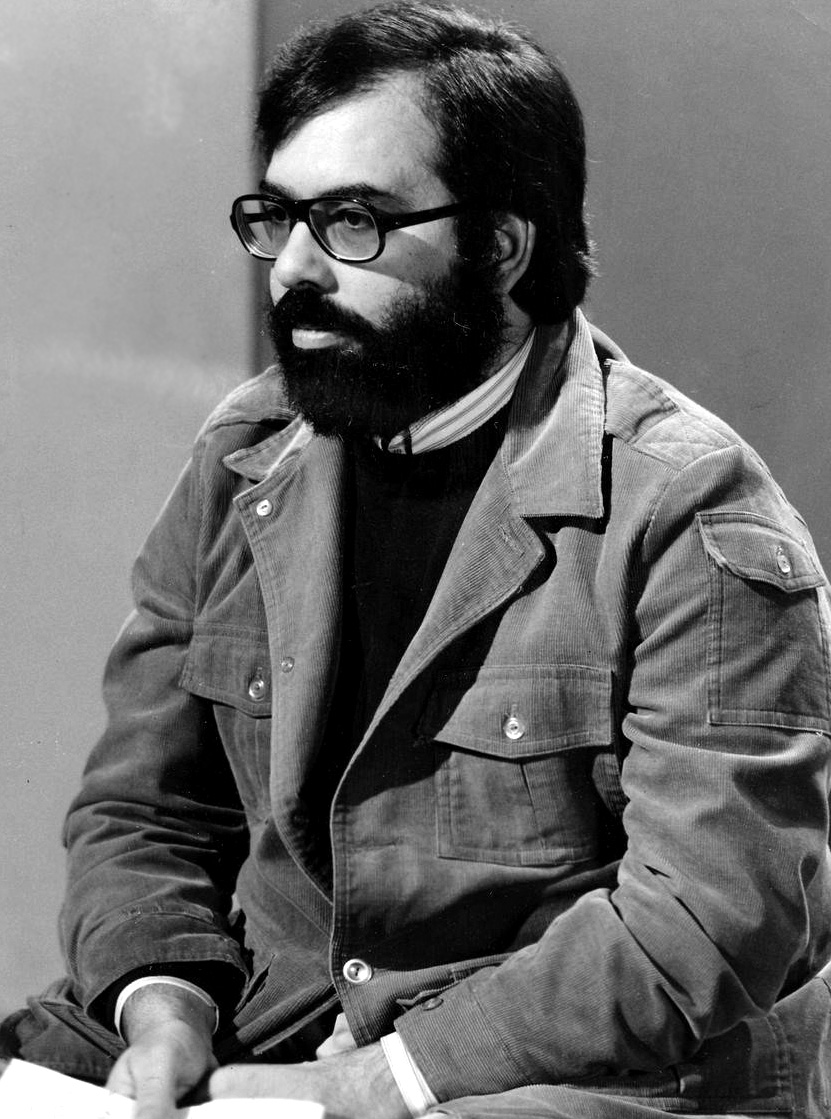
Francis Ford Coppola (1976)

Francis Ford Coppola (ur. 7 kwietnia 1939 w Detroit) − amerykański reżyser i scenarzysta, również kompozytor, producent filmowy i aktor. Był centralną postacią ruchu filmowego Nowe Hollywood w latach 60. i 70. XX wieku i jest powszechnie uważany za jednego z największych filmowców wszech czasów.
Po wyreżyserowaniu dramatu Ludzie z deszczu (1969), Coppola był współautorem scenariusza Patton (1970), zdobywając Oscara za najlepszy oryginalny scenariusz wraz z Edmundem H. Northem. Reputacja Coppoli jako filmowca została ugruntowana wraz z wydaniem dramatu kryminalnego Ojciec chrzestny (The Godfather, 1972). Film zrewolucjonizował produkcję filmów gangsterskich i został doceniany zarówno przez publiczność, jak i przez krytyków. Ojciec chrzestny zdobył trzy Oscary: najlepszy film, najlepszy aktor i najlepszy scenariusz adaptowany wspólnie z Mario Puzo.

## Życiorys

### Wczesne lata
Urodził się w Detroit w rodzinie włoskich imigrantów jako drugie z trojga dzieci Italii (z domu Pennino; 1912–2004) i Carmine Coppoli (1910–1991), flecisty i kompozytora. Dorastał w Nowym Jorku ze starszym bratem Augustem Floydem (1934–2009) i młodszą siostrą Talią Rose Shire (ur. 1946). Jego dziadkowie ze strony ojca przybyli do Stanów Zjednoczonych z Bernaldy, w regionie Basilicata. Jego dziadek ze strony matki, popularny włoski kompozytor Francesco Pennino, wyemigrował z Neapolu we Włoszech. Coppola otrzymał drugie imię na cześć Henry’ego Forda.
W dzieciństwie zachorował na chorobę Heinego-Medina. Wówczas Coppola przez długi czas leżał w łóżku, co pozwoliło mu pobudzić wyobraźnię domowymi przedstawieniami teatru lalek. W wieku 15 lat przeczytał Tramwaj zwany pożądaniem, co odegrało kluczową rolę w jego zainteresowaniu teatrem. Początkowo planował karierę muzyczną, grał na tubie i zdobył stypendium muzyczne w Akademii Wojskowej w Nowym Jorku. Coppola uczęszczał do 23 innych szkół, zanim ostatecznie ukończył Great Neck North High School. W 1955 rozpoczął studia w dziedzinie sztuki dramatycznej w Hofstra College w Hempstead. Tam otrzymał stypendium w dziedzinie dramatopisarstwa. To sprzyjało jego zainteresowaniu reżyserią teatralną pomimo dezaprobaty ojca, który chciał, by syn studiował inżynierię.

### Kariera
Po uzyskaniu dyplomu teatralnego na Hofstra w 1959, studiował na wydziale filmowym UCLA w Los Angeles, gdzie wyreżyserował krótkometrażowy horror zatytułowany The Two Christophers, zainspirowany nowelą William Wilson Edgara Allana Poego, oraz Ayamonn the Terrible, film o koszmarach rzeźbiarza. W 1967 ukończył studia i otrzymał tytuł magistra sztuki.
We wczesnych latach sześćdziesiątych Coppola popadł w biedę, był zmuszony do utrzymywania się za 10 dolarów tygodniowo. Szukając sposobu na zarobienie dodatkowych pieniędzy, odkrył, że wielu kolegów ze szkoły filmowej płaci swoje rachunki, kręcąc produkcje erotyczne. W wieku 21 lat Coppola napisał scenariusz do 12-minutowego filmu krótkometrażowego The Peeper, komedii o podglądaczu, który próbuje szpiegować zmysłową sesję zdjęciową w studiu obok jego mieszkania. Młody filmowiec znalazł zainteresowanego producenta, który użyczył mu 3 tys. dolarów na nakręcenie filmu. Zatrudnił dziewczynę magazynu Playboy Marli Renfro, do roli modelki i swojego przyjaciela Karla Schanzera, do roli podglądacza. Potem napisał scenariusz do westernu komediowego Tonight for Sure (1962).
W latach 1962–1964 był asystentem Rogera Cormana, niezależnego producenta i realizatora niskobudżetowych produkcji. Został scenarzystą horroru Nawiedzony pałac (The Haunted Palace, 1963) z udziałem Vincenta Price’a i współreżyserował Strach (1963) z Borisem Karloffem. W 1969 w San Francisco założył ośrodek produkcji filmów American Zoetrope, z którym współpracowali m.in.: George Lucas, Martin Scorsese i Peter Bogdanovich.
Spośród filmów nakręconych przez Francisa Forda Coppolę najbardziej doceniana jest trylogia Ojciec chrzestny – opowiadająca o włoskiej rodzinie mafijnej w USA, dreszczowiec Rozmowa i opowieść o wojnie w Wietnamie – Czas apokalipsy, na motywach powieści Josepha Conrada Jądro ciemności.
Przewodniczył jury konkursu głównego na 49. MFF w Cannes (1996).

## Życie prywatne
Francis Ford Coppola ma czwórkę dzieci: Gian-Carlo Coppola (zm. 1986), Mary Coppola, Sofia Coppola i Roman Coppola. Sofia poszła w ślady ojca i została reżyserką i scenarzystką. Jego bratanek zrobił błyskotliwą karierę aktorską pod pseudonimem Nicolas Cage.

## Filmografia

### Reżyser
- 1961: Tonight for Sure
- 1962: The Playgirls and the Bellboy
- 1963: Obłęd (Dementia 13)
- 1963: Strach (The Terror)
- 1966: Jesteś już mężczyzną (You're a Big Boy Now)
- 1968: Tęcza Finiana (Finian's Rainbow)
- 1969: Ludzie z deszczu (The Rain People)
- 1972: Ojciec chrzestny (The Godfather)
- 1974: Ojciec chrzestny II (The Godfather: part II)
- 1974: Rozmowa (The Conversation)
- 1979: Czas apokalipsy (Apocalypse Now)
- 1982: Ten od serca (One from the Heart)
- 1983: Outsiderzy (The Outsiders)
- 1983: Rumble Fish
- 1984: Cotton Club (The Cotton Club)
- 1986: Kapitan EO (Captain Eo)
- 1986: Peggy Sue wyszła za mąż (Peggy Sue Got Married)
- 1987: Kamienne ogrody (Gardens of Stone)
- 1988: Tucker. Konstruktor marzeń (Tucker: The Man and His Dream)
- 1989: Nowojorskie opowieści
- 1990: Ojciec chrzestny III (The Godfather: part III)
- 1992: Dracula (Dracula)
- 1996: Jack
- 1997: Zaklinacz deszczu (The Rainmaker)
- 2000: Supernova
- 2001: Czas apokalipsy: Powrót (Apocalypse Now / Apocalypse Now: Redux)
- 2007: Młodość stulatka (Youth Without Youth)
- 2009: Tetro
- 2011: Twixt
- 2024: Megalopolis

### Scenarzysta
- 1953: Sadko
- 1961: Tonight for Sure
- 1963: Obłęd (Dementia 13)
- 1966: Czy Paryż płonie? (Paris brule-t-il)
- 1966: Ta posiadłość jest zakazana (This Property Is Condemned)
- 1966: Jesteś już mężczyzną (You're a Big Boy Now)
- 1969: Ludzie z deszczu (The Rain People)
- 1970: Patton
- 1972: Ojciec chrzestny (The Godfather)
- 1974: Rozmowa (The Conversation)
- 1974: Wielki Gatsby (The Great Gatsby)
- 1974: Ojciec chrzestny II (The Godfather: part II)
- 1979: Czas apokalipsy (Apocalypse Now)
- 1982: Ten od serca (One from the Heart)
- 1983: Rumble Fish
- 1984: Cotton Club (The Cotton Club)
- 1989: Nowojorskie opowieści (New York Stories)
- 1990: Ojciec chrzestny III (The Godfather: part III)
- 1997: Zaklinacz deszczu (The Rainmaker)
- 2001: Czas apokalipsy: Powrót (Apocalypse Now / Apocalypse Now: Redux)
- 2007: Młodość stulatka (Youth Without Youth)
- 2009: Tetro
- 2011: Twixt
- 2024: Megalopolis

### Kompozytor
- 2001: Czas apokalipsy: Powrót (Apocalypse Now / Apocalypse Now: Redux)

### Producent
- 1961: Tonight for Sure
- 1973: Amerykańskie graffiti (American Graffiti)
- 1980: Sobowtór
- 1983: Hammett
- 1992: Wiatr (Wind)
- 1996: Mroczny Anioł (Dark Angel (TV))
- 1999: Przekleństwa niewinności (The Virgin Suicides)
- 1999: The Florentine
- 2001: Królowa Syjamu (The Legend of Suryiothai)
- 2004: 4400 (The 4400)
- 2004: Kinsey
- 2004: Dobry agent (The Good Shepherd)
- 2007: Młodość stulatka (Youth Without Youth)
- 2009: Tetro
- 2009: W drodze (On the Road)
- 2011: Twixt

## Nagrody i nominacje

### Nagroda Akademii Filmowej
| Rok  | Kategoria | Za                    | Wynik     |
| ---- | --- | --------------------- | --------- |
| 2010 | Nagroda im. Irvinga G. Thalberga                                                                                      |                       | Wygrana   |
| 1990 | Najlepszy film | Ojciec chrzestny III  | Nominacja |
| 1990 | Najlepsza reżyseria                                                                                                   | Ojciec chrzestny III  | Nominacja |
| 1979 | Najlepszy film | Czas apokalipsy       | Nominacja |
| 1979 | Najlepsza reżyseria                                                                                                   | Czas apokalipsy       | Nominacja |
| 1979 | Najlepszy scenariusz adaptowany                                                                                       | Czas apokalipsy       | Nominacja |
| 1974 | Najlepszy film | Ojciec chrzestny II   | Wygrana   |
| 1974 | Najlepsza reżyseria                                                                                                   | Ojciec chrzestny II   | Wygrana   |
| 1974 | Najlepszy scenariusz adaptowany                                                                                       | Ojciec chrzestny II   | Wygrana   |
| 1974 | Najlepszy film | Rozmowa               | Nominacja |
| 1974 | Najlepszy scenariusz oryginalny                                                                                       | Rozmowa               | Nominacja |
| 1973 | Najlepszy film | Amerykańskie graffiti | Nominacja |
| 1972 | Najlepszy scenariusz adaptowany                                                                                       | Ojciec chrzestny      | Wygrana   |
| 1972 | Najlepsza reżyseria                                                                                                   | Ojciec chrzestny      | Nominacja |
| 1970 | Najlepsze materiały do scenariusza i scenariusz oparte na faktach lub na materiałach nigdy wcześniej niepublikowanych | Patton                | Wygrana   |

### Złoty Glob

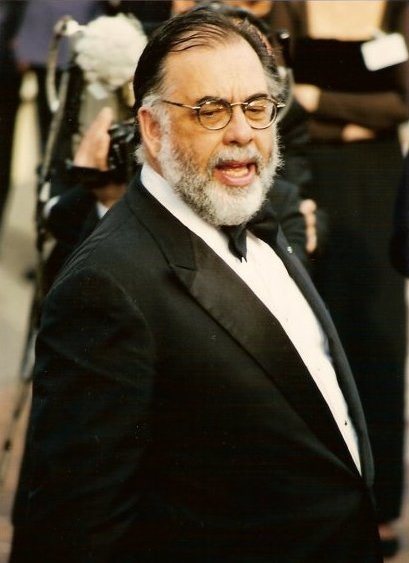
Francis F. Coppola na 49. Festiwalu w Cannes (1996)

| Rok  | Kategoria                                 | Za                   | Wynik     |
| ---- | ----------------------------------------- | -------------------- | --------- |
| 1998 | Najlepszy miniserial lub film telewizyjny | Odyseja              | Nominacja |
| 1991 | Najlepszy reżyser                         | Ojciec chrzestny III | Nominacja |
| 1991 | Najlepszy scenariusz                      | Ojciec chrzestny III | Nominacja |
| 1985 | Najlepszy reżyser                         | Cotton Club          | Nominacja |
| 1980 | Najlepszy reżyser                         | Czas apokalipsy      | Wygrana   |
| 1975 | Najlepszy reżyser                         | Ojciec chrzestny II  | Nominacja |
| 1975 | Najlepszy reżyser                         | Rozmowa              | Nominacja |
| 1975 | Najlepszy scenariusz                      | Ojciec chrzestny II  | Nominacja |
| 1975 | Najlepszy scenariusz                      | Rozmowa              | Nominacja |
| 1973 | Najlepszy reżyser                         | Ojciec chrzestny     | Wygrana   |
| 1973 | Najlepszy scenariusz                      | Ojciec chrzestny     | Wygrana   |

## Pozostałe
| Rok  | Nagroda                               | Kategoria                                    | Za                   | Wynik     |
| ---- | ------------------------------------- | -------------------------------------------- | -------------------- | --------- |
| 1980 | Nagroda Brytyjskiej Akademii Filmowej | Najlepsza muzyka                             | Czas apokalipsy      | Nominacja |
| 1980 | Nagroda Brytyjskiej Akademii Filmowej | Najlepsza reżyseria                          | Czas apokalipsy      | Wygrana   |
| 1980 | Nagroda Brytyjskiej Akademii Filmowej | Najlepszy film                               | Czas apokalipsy      | Nominacja |
| 1975 | Nagroda Brytyjskiej Akademii Filmowej | Najlepsza reżyseria                          | Rozmowa              | Nominacja |
| 1975 | Nagroda Brytyjskiej Akademii Filmowej | Najlepszy scenariusz                         | Rozmowa              | Nominacja |
| 1979 | 32. MFF w Cannes                      | Nagroda FIPRESCI                             | Czas apokalipsy      | Wygrana   |
| 1979 | 32. MFF w Cannes                      | Złota Palma                                  | Czas apokalipsy      | Wygrana   |
| 1974 | 27. MFF w Cannes                      | Wyróżnienie Jury Ekumenicznego               | Rozmowa              | Wygrana   |
| 1974 | 27. MFF w Cannes                      | Złota Palma                                  | Rozmowa              | Wygrana   |
| 1967 | 20. MFF w Cannes                      | Złota Palma                                  | Jesteś już mężczyzną | Nominacja |
| 1992 | 49. MFF w Wenecji                     | Honorowy Złoty Lew za całokształt twórczości |                      | Wygrana   |
| 1980 | César                                 | Najlepszy film zagraniczny                   | Czas apokalipsy      | Nominacja |

## Odznaczenia
- Oficer Legii Honorowej – Francja, 2007[10]
- Grande Ufficiale Orderu Gwiazdy Włoch – Włochy, 2014[11]